# Alexander megye (Észak-Karolina)
Alexander megye az Amerikai Egyesült Államokban, azon belül Észak-Karolina államban található. Megyeszékhelye és legnagyobb városa Taylorsville. Lakosainak száma 36 444 fő (2020. április 1.). Alexander megye Wilkes, Iredell, Catawba és Caldwell megyékkel határos.

## Népesség
A megye népességének változása:
| Lakosok száma | 37 272 | 37 130 | 36 971 | 36 930 | 37 325 | 36 444 |
|               | 2010   | 2011   | 2012   | 2013   | 2015   | 2020   |